# Caffè corretto
Le caffè corretto (prononcé : [kafˈfɛ korˈrɛtto] littéralement café corrigé, appelé aussi café arrosé) est une boisson italienne préparée avec un expresso auquel on ajoute un alcool, que ce soit de la liqueur ou un distillat, habituellement de la grappa ou de la sambuca, de l'amer ou du brandy. 
Cette boisson est connue en dehors de l'Italie sous le nom d'espresso corretto. [citation nécessaire] Il est commandé sous le nom un caffè corretto a grappa, corretto a sambuca, ou corretto a cognac en fonction de l'alcool ajouté.
L'alcool peut être servi directement dans la tasse à café ou servi à part dans un verre à liqueur. Ainsi, certains préfèrent boire d'abord leur espresso et « rincer » ensuite la tasse avec l'alcool, à la manière d'un chabrot.
En Normandie, une boisson similaire est appelée « café-calva » et chaque région a son café-goutte avec l'alcool local (comme la bistouille dans le nord par exemple).
En Espagne, une boisson similaire est connue sous le nom de carajillo, en Suède et en Norvège respectivement sous le nom de kaffekask et karsk, ("karsk" implique que la liqueur est de la liqueur de moonshine).